# Westby (Wisconsin)
Westby is een plaats (city) in de Amerikaanse staat Wisconsin, en valt bestuurlijk gezien onder Vernon County.

## Demografie
Bij de volkstelling in 2000 werd het aantal inwoners vastgesteld op 2045. In 2006 is het aantal inwoners door het United States Census Bureau geschat op 2151, een stijging van 106 (5,2%).

## Geografie
Volgens het United States Census Bureau beslaat de plaats een oppervlakte van 6,3 km², geheel bestaande uit land. Westby ligt op ongeveer 295 m boven zeeniveau.

## Plaatsen in de nabije omgeving
De onderstaande figuur toont nabijgelegen plaatsen in een straal van 20 km rond Westby.